# ハリトン (小惑星)
ハリトン (9263 Khariton) は、小惑星帯の小惑星の一つ。ニコライ・チェルヌイフがクリミア天体物理天文台で発見した。
ソビエト連邦の物理学者である。ソビエトの原爆開発計画のリーダーの一人である、ユーリ・ハリトン に因んで名付けられた。